# パチンコ女学園
『パチンコ女学園』は、テレビ埼玉（テレ玉）にて2013年7月8日-12月16日まで放送していたパチンコ番組である。略称は「パチ女」。企画は株式会社総合メディア、制作はフィールズ株式会社。
「これまでに無いパチンコ・パチスロ番組」をコンセプトとしており、他のパチンコ番組とは違った角度から視聴者にパチンコの魅力伝える番組内容が売り。

## 概要
パチンコ・パチスロ動画配信サイト『必的TV』を運営する総合メディアが、初となる地上波番組を手がける事になり、関連会社であるフィールズの映像制作部門であるメディアリレーション部の協力を得て制作している30分番組である。
パチンコ番組としては異例の、スタジオ映像とロケ映像をmixしたテイストの番組構成となっており、第1話に関しては「パチンコ実戦無し」という他のパチンコ番組にはこれまでに無かった斬新な番組内容を実現した。

## 出演者
メインMC
- チャーミー中元(ゲイパチンコライター)

生徒役
- 希志あいの(DUOエンターテインメント)
- 希崎ジェシカ(DUOエンターテインメント)
- 希美まゆ(DUOエンターテインメント)
- 希島あいり(DUOエンターテインメント)
- 初音みのり（第14回 - 第17回）

講師役
- せんだるか
- Erina
- 森本レオ子
- サワ・ミオリ

## 番組スポンサー
複数のパチンコホールが集まりスポンサーとして番組に提供している。
2クール契約の「正規スポンサー」と1放送分のみ提供するスポットでのスポンサーホールの2パターンがある。
下記は2クール提供するスポンサーホール一覧（五十音順）
- ザ・シティ・ベルシティ
- SAP蒲生店・草加店
- サンクラウン岡部店
- ダイエー鷲宮店
- ニューグランド新所沢店
- ニューグランド貫井店・土支田店（2店舗1枠）
- HAP'1UNO西浦和店
- ライブガーデン行田17号バイパス店
- 蕨トップス

## 制作スタッフ
- ナレーター： 水野マリコ
- 構成： 皆川嘉久、小林泰史
- TC： 吉村和重
- CAM： 末永尚享、井上渉
- CA： 村山将太
- VE： 金野勝
- AUD： 北原悟
- 編集： 本間満久
- MA： 千葉一繁(トゥインクルランド)
- 技術デスク： 新村直彦
- 美術： 小美野淳一
- 衣装： 鈴木瑠夏
- 技術協力： 株式会社テクノマックス　株式会社アックス
- ディレクター： 横山敦士、尾崎泰大、山田英和
- 演出： 中島敦
- 総合プロデューサー： 小網啓之
- プロデューサー： 橋本勝義、湯本達也、今井吉宏
- 制作協力： フィールズ株式会社
- 制作著作： 株式会社 総合メディア